# Choronk
Choronk – wieś w Armenii, w prowincji Armawir. W 2011 roku liczyła 2507 mieszkańców.